# Dison
Dison és un municipi belga de la província de Lieja. L'1 de setembre de 2009 tenia 14891 habitants.

## Història
Des de l'edat mitjana, Dison era una part de la senyoria de Petit-Rechain al jutjat d'Herve del ducat de Limburg. El primer esment escrit data del 1268, en esmentar el nom del rierol epònim Dison. Una via romana va travessar el territori i al segle passat, s'hi va excavar un tresor de monedes d'or i de plata. Del temps dels romans fins als temps moderns, els masovers a poc a poc van desboscar el terra per a crear camps de conreu i de pastura. Fins a l'adveniment de la indústria de la llana al segle xviii, l'activitat econòmica principal va ser l'agricultura. El 1739, el príncep-bisbe de Lieja, Jordi Lluís de Berghes va atorgar al poble el dret d'erigir una capella.
Fins a la fi de l'antic règim, Andrimont va ser un feu del marquesat de Franchimont dins del principat de Lieja. A les coves de La Chantoire s'hi van trobar traces d'una residència prehistòrica. El 1825 es van excavar sepultures gal·loromanes prop del castell d'Andrimont. Una teoria etimològica que voldria que Andrimont seria derivat d'Hadriani Mons no és gaire certa, la hipòtesi de mont d'Andreu o de mont d'Andaric seria més probable.
Dison era una senyoria del ducat de Limburg mentrestant el nucli d'Andrimont era una part del principat de Lieja. El territori fou annexat per França l'any 1795 i integrada al Regne Unit dels Països Baixos el 1815 i després a Bèlgica l'any 1830.

## Nuclis i llocs dits

### Dison
- - Mont

### Andrimont
- Fonds-de-Loup
- Renoupré
- Le Nouveau Monde

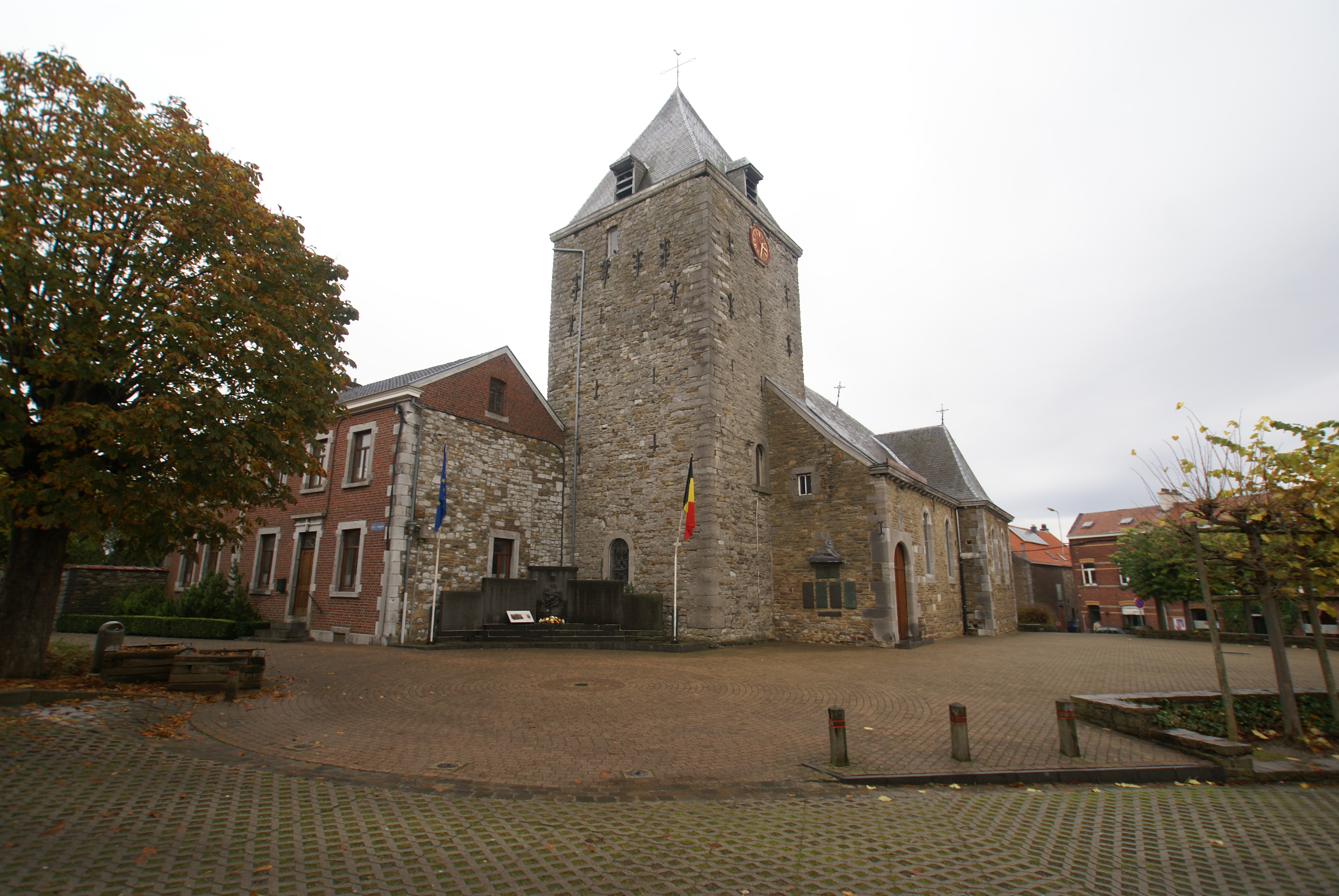
Església de Sant Llorenç d'Andrimont d'estil romànic
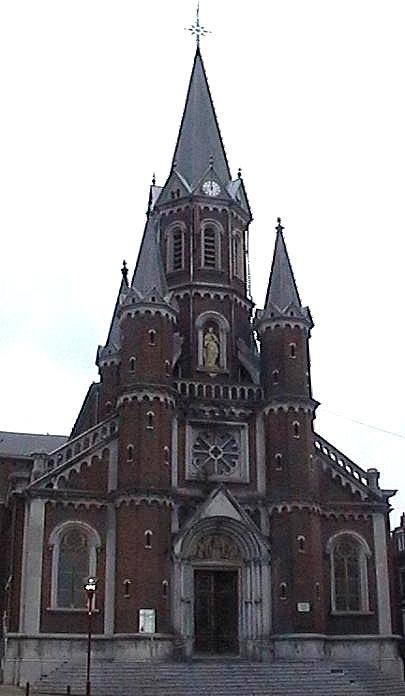
Església de Sant Fiacre
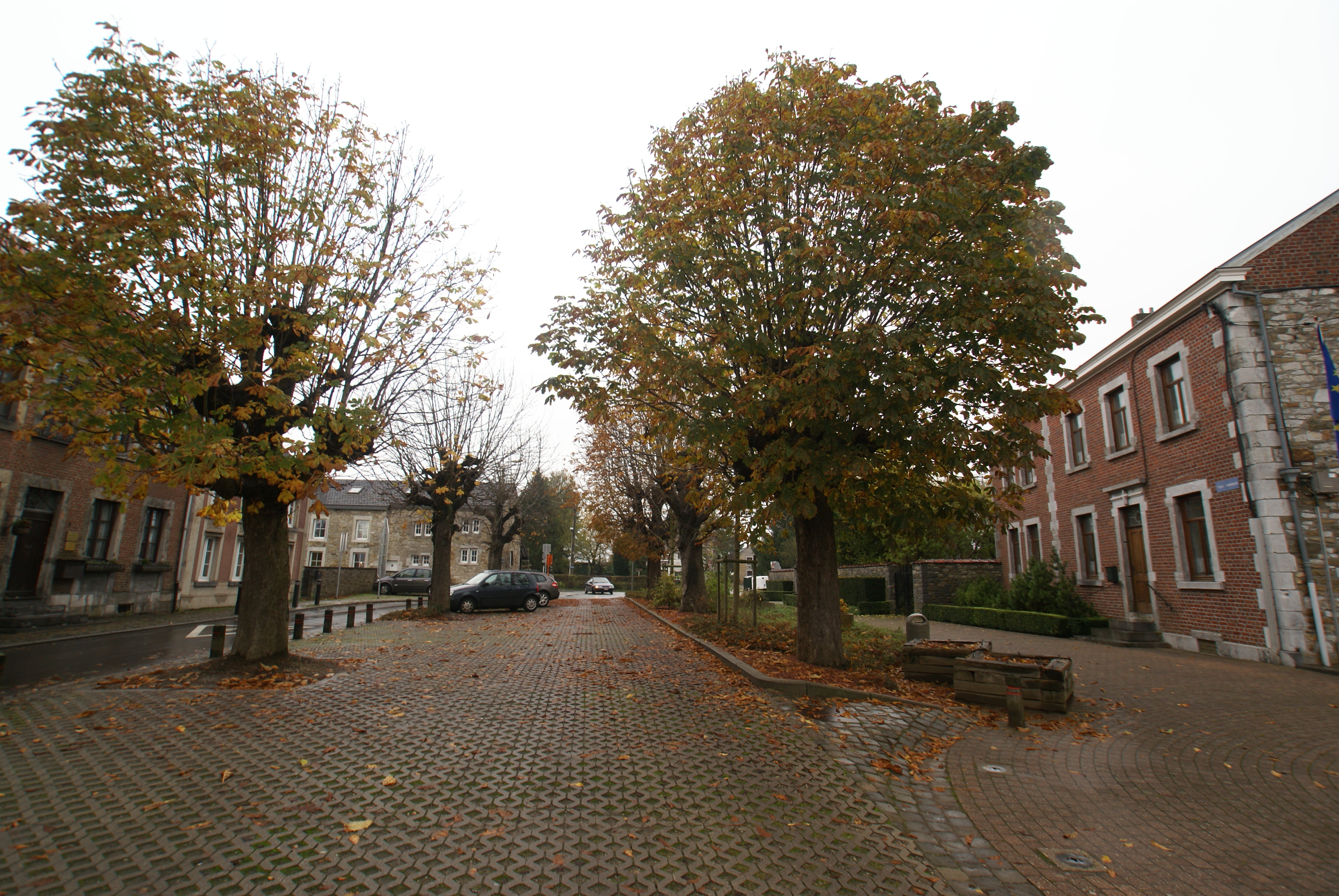
Plaça major d'Andrimont

## Fills predilectes
- Henri de Dison, rector de Sant Nicolau d'Outre-Meuse i abat de Beaurepart (segle xiv)
- Jacques Uls (1742-1812), darrer abat de l'abadia de Val-Dieu (Aubel)
- Adolphe Hardy, escriptor, nascut a Dison el 1868, Grand Prix de la langue française del 1931

## Turisme
- Fondation Hardy Arxivat 2013-05-15 a Wayback Machine., casa nadal d'Adolphe Hardy